# Rhododendron shweliense
Rhododendron shweliense är en ljungväxtart som beskrevs av I. B. Balf. och Forrest. Rhododendron shweliense ingår i släktet rododendron, och familjen ljungväxter. Inga underarter finns listade i Catalogue of Life.